# Альфонсо X
Альфо́нсо Х (ісп. Alfonso X; 23 листопада 1221 — 4 квітня 1284) — король Кастилії і Леону (1252—1284), композитор. Обраний (елекційний) король Німеччини (1257—1275). Представник кастильської Бургундської династії. Син кастильського короля Фернандо III. Втрутився у португальську міжусобну війну на боці детронізованого короля Саншу II (1247), але покинув її під тиском папи Іннокентія IV. Упорядкував збірку законів «Сім Партид» (1256—1265). Уклав Бадахоський договір (1267), за яким визнав Алгарве за Португалією. Прізвисько — Мудрий (ісп. el Sabio).

## Біографія

### Зовнішня політика
Походив з Бургундської династії. Син Фернандо III, короля Кастилії та Леону, і Єлизавети Гогенштауфен. Як інфант він виявив неабиякі політичні і військові обдарування, беручи участь в управлінні державою і військових походах батька.
На початку 1247 року втрутився у португальську міжусобну війну на боці детронізованого короля Саншу II. За це був тимчасово відлучений від церкви папою Іннокентієм IV, який змусив кастильців відступити з Португалії й завершити конфлікт на користь нового португальського короля Афонсу III.
Ставши у 1252 році королем продовжував реконкісту південних земель Іберійського півострова, змінивши тактику. Війни з маврами продовжувалися, але без колишньої енергії. Відвоював в арабів Херес і Кадіс.
У 1257 році Альфонсо X витратив багато сил і грошей на придбання титулу імператора Священної Римської імперії, який не приніс йому нічого крім сварки з папської курією. Проте в Кастилії вибухнула фінансова криза, викликана непомірними витратами короля.
1267 року уклав Бадахоський договір із португальським королем Афонсу III, визначивши кордон між обома державами і визнавши регіон Аль-Гарб за Португалією.

### Внутрішня політика
Його політика централізації наштовхнулася на опір знаті. Втім зумів створити новий апарат управління: центральний на чолі із канцлером, місцевий — з губернаторами і представниками короля у провінціях.
Зробив великий внесок у культуру, опікун художників і вчених, ініціатор і учасник наукових праць. Захоплюючись астрономією, король наказав побудувати обсерваторію й доручив 50 вченим скласти астрономічні таблиці, названі пізніше Альфонсовими. Також було зроблено багато перекладів з арабської мови в низці напрямків і Біблії.
Витратив багато коштів на розвиток університету в Саламанці. За його правління кастильський діалект було визнано офіційною мовою країни. Відтоді всі державні акти й закони замість «варварської» латини мали складатися кастильским діалектом іспанської мови. Заохочував написання ним літературних творів. Ініціював написання історії Іспанії й енциклопедії.
У 1256–1265 роках за його наказом упорядковано збірку законів Сім Партид — визначну пам'ятку права середньовічної Іспанії. Замість безлічі місцевих законів, заснованих на звичаях, проведено уніфікацію законодавства в традиціях римського права, в якому були урізані права міст і знаті.

### Проблема спадковості
У 1275 році помер старший син короля, інфант Фердинанд. Згідно з новим кодексом спадкоємцем престолу повинен був стати старший онук Альфонсо, в той час як за старовинними кастильским звичаям їм повинен був стати другий син короля — Санчо. Поступившись вимогам грандів, король визнав спадкоємцем Санчо, але з цим не погодилася Бланка, удова Фердинанда. Вона звернулася за допомогою до свого брата Філіпа III, короля Франції, і той спрямував до Кастилії військо, яке кілька років плюндрувало прикордонні з Наваррою області Кастилії.
Альфонсо X довелося піти на поступки і виділити онукові окреме королівство Хаєн, що знаходилося в васальному підпорядкуванні Кастилії. Втім проти подібного розділу виступив інфант Санчо. Він посварився з батьком, і 1281 року між ними почалася відкрита війна. Більшість знаті встало на бік інфанта. Кортеси, які зібралися 1282 року в Вальядоліді, оголосили Альфонсо X позбавленим влади і передали трон Санчо.
У відповідь король прокляв сина, позбавив його права спадкування і звернувся за допомогою до маврів, які почали спустошувати Кастилію нарівні з французами. У розпал цієї війни король у 1282 році перебирається до Севільї (єдине місто, що зберегло йому вірність), де захворів і помер 1284 року. Своїм заповітом він ще більше заплутав ситуацію. Спадкоємцем трону Кастилії він оголосив другого онука, Фердинанда, а молодшим синам дав окремі королівства — Севілью, Бадахос і Мурсію.

## Творчість
Вважається автором «Гімнів», що уславлюють дива Діви Марії. Цей літературний твір створено на галісійському діалекті португальської мови.

## Сім'я
- Дружина — Віоланта, донька Хайме I, короля Арагону
- Діти:
  - Беренгарія (1253 — після 1284)
  - Беатріс (1254—1280), дружина Вільгельма VII, маркиза Монферратського
  - Фердинанд (1255—1275), чоловік Бланки Капет (донька Людовика IX, короля Франції)
  - Леонор (1257—1275)
  - Санчо IV (1258—1295), король Кастилії і Леону з 1284 року
  - Констанція (1258—1280), черниця
  - Педро (1260—1283), сеньйор Ледесма
  - Хуан (1262—1319), король Леону, Галісії та Севільї у 1296—1301 роках
  - Ізабелла (1263—-1264)
  - Віоланта (1265—1296), дружина Дієго Лопес V де Аро, пана Біскайї
  - Хайме (1266—1284), сеньйор Камерос

- Коханка: Майор де Гусман (1205—1262) — сеньйора Алькосера.
- Діти:
  - Беатриса (1242—1303) ∞ Афонсу III, король Португалії.